# Флюк, Шынгыс Бауржанулы
Шынгыс Бауржанулы Флюк (каз. Шыңғыс Бауыржанұлы Флюк; род. 28 декабря 2001, Караганда) — казахстанский футболист, нападающий клуба «Окжетпес».

## Клубная карьера
Воспитанник карагандинского футбола. Футбольную карьеру начинал в 2019 году в составе клуба «Шахтёр М» во второй лиге. 17 августа 2021 года в матче против клуба «Кызыл-Жар» дебютировал в кубке Казахстана (1:8). 19 июня 2022 года в матче против клуба «Кызыл-Жар» дебютировал в казахстанской Премьер-лиге (2:1), выйдя на замену на 75-й минуте вместо Абылайхана Назымханова.

## Достижения
«Шахтёр» Караганда
- Финалист Кубка Казахстана: 2021

## Клубная статистика
| Клуб             | Сезон            | Лига | Лига | Кубки | Кубки | Еврокубки | Еврокубки | Итого | Итого |
| Клуб             | Сезон            | Игры | Голы | Игры  | Голы  | Игры      | Голы      | Игры  | Голы  |
| ---------------- | ---------------- | ---- | ---- | ----- | ----- | --------- | --------- | ----- | ----- |
| Шахтёр           | 2021             | —    | —    | 1     | 0     | —         | —         | 1     | 0     |
| Шахтёр           | 2022             | 1    | 0    | 1     | 1     | —         | —         | 2     | 1     |
| Шахтёр           | 2023             | 14   | 1    | 2     | 0     | —         | —         | 16    | 1     |
| Шахтёр           | 2024             | 5    | 0    | 1     | 0     | —         | —         | 6     | 0     |
| Шахтёр           | Итого            | 20   | 1    | 5     | 1     | —         | —         | 25    | 2     |
| → Шахтёр М       | 2019             | 26   | 3    | —     | —     | —         | —         | 26    | 3     |
| → Шахтёр М       | 2021             | 2    | 1    | —     | —     | —         | —         | 2     | 1     |
| → Шахтёр М       | 2023             | 4    | 1    | —     | —     | —         | —         | 4     | 1     |
| → Шахтёр М       | 2024             | 5    | 10   | —     | —     | —         | —         | 5     | 10    |
| → Шахтёр М       | Итого            | 37   | 15   | —     | —     | —         | —         | 37    | 15    |
| → Шахтёр-Булат   | 2020             | 12   | 0    | —     | —     | —         | —         | 12    | 0     |
| → Шахтёр-Булат   | 2021             | 21   | 10   | —     | —     | —         | —         | 21    | 10    |
| → Шахтёр-Булат   | 2022             | 23   | 10   | —     | —     | —         | —         | 22    | 10    |
| → Шахтёр-Булат   | Итого            | 56   | 20   | —     | —     | —         | —         | 56    | 20    |
| Улытау           | 2024             | 17   | 11   | —     | —     | —         | —         | 17    | 11    |
| Улытау           | Итого            | 17   | 11   | —     | —     | —         | —         | 17    | 11    |
| Всего за карьеру | Всего за карьеру | 130  | 47   | 5     | 1     | —         | —         | 135   | 48    |